# Automobiles Diederichs

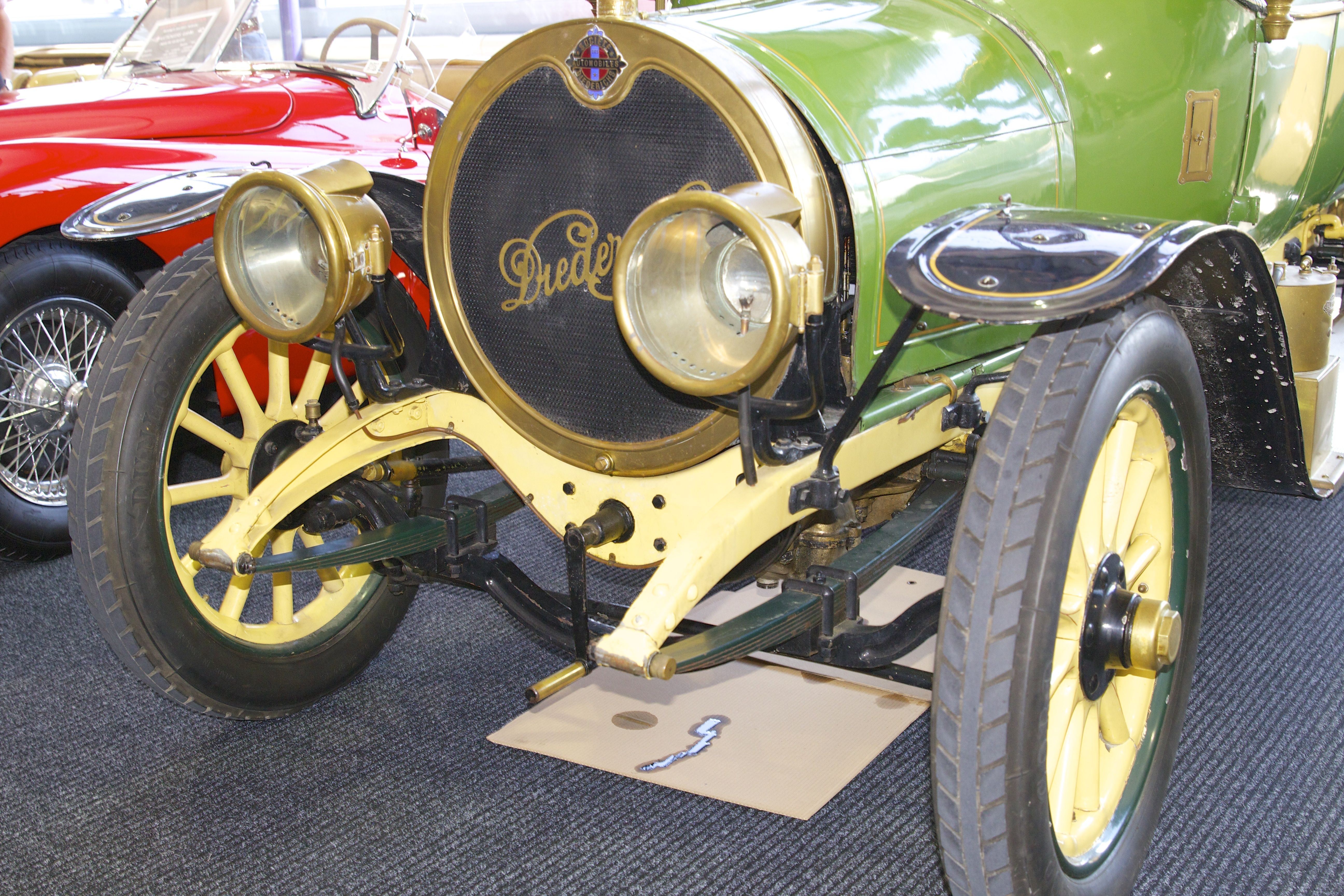
Diederichs Type LC Série 1 von 1912

Die Société des Automobiles Diederichs war ein französischer Hersteller von Automobilen.

## Unternehmensgeschichte
Charles Diederichs stellte 1878 in Bourgoin-Jallieu ein Dampf-Dreirad her, und zwischen 1899 und 1901 zusammen mit seinem Sohn Frédéric zwei Prototypen eines Benzinautos. Charles’ zweiter Sohn, Théophile, gründete 1912 die Société des Automobiles Diederichs. Das Werk befand sich an der Petite Rue Neuve 6 in Lyon. Die Serienfertigung von Automobilen begann. Der Markenname lautete Diederichs. 1914 endete die Produktion. Insgesamt entstanden etwa 60 Fahrzeuge.
Ein Fahrzeug existiert noch. Es wurde am 8. Juni 2013 auf einer Auktion angeboten. Der Schätzpreis lag bei 46.000 bis 54.000 Euro.

## Fahrzeuge
Das Modell 10/12 CV von 1912 bis 1914 war mit einem Einbaumotor von Luc Court ausgestattet. Der Hubraum des Vierzylindermotors betrug 2155 cm³. Der runde Kühlergrill ähnelte den Fahrzeugen von Delaunay-Belleville.